# Mohamed Fofana
Pour les articles homonymes, voir Fofana.
Mohamed Fofana est un footballeur international malien né le 7 mars 1985 à Gonesse en France. Retraité depuis 2018 il faisait   partie de l'équipe technique du stade de Reims , depuis 2 ans maintenant il entraîne au sein du Racing Club D’Epernay Champagne où il encadre la réserve qui joue en régional 2.

## Biographie

### En tant que joueur

#### Toulouse Football Club (2004-2012)
Il débute en Ligue 1 avec son club formateur, le Toulouse FC, lors de la 31e journée de la saison 2004-2005, le 2 avril 2005 sur le terrain du FC Metz. Il entre alors à la 84e minute au poste d'arrière droit. Sa première titularisation arrive lors de la 37e journée, le 21 mai, à domicile face à Caen, rencontre qu'il dispute dans son intégralité, en défense centrale.
Il devient titulaire lors de la saison 2008-2009 au côté de Mauro Cetto dans l'axe de la défense, disputant tous les matchs de la saison. En revanche il est souvent blessé lors de la saison suivante, où il laisse progressivement sa place à Daniel Congré.
À l'intersaison 2011, le départ de Mauro Cetto aurait pu lui faire regagner une place de titulaire au côté de son nouveau capitaine, Congré, mais la deuxième place de titulaire dans la charnière centrale sera prise par le nouvel arrivant Aymen Abdennour, reléguant Mohamed Fofana au rang de remplaçant (six matchs de L1 et un de Coupe de France sur la saison). Après 141 matches pour le TFC, il quitte le club en 2012. 

#### Stade de Reims (2012-2016)
En juin 2012, il signe pour trois ans au Stade de Reims, autre club de Ligue 1. Il prolongera en 2015 pour une quatrième saison.
En 2012-2013, il marque un but et joue 16 matchs. La saison suivante, il ne joue que 7 matchs de championnat, puis 13 en 2014-2015, tout comme en 2015-2016. Durant ces années au SDR, il dispute 52 matches toutes compétitions confondues.

#### Racing Club de Lens (2016-2018)
Le 28 juin 2016, libre de tout contrat, il s'engage pour deux ans au RC Lens, club de Ligue 2 où il retrouve son ancien entraîneur à Toulouse, Alain Casanova. Lors de la deuxième journée contre Tours, Mohamed Fofana sort après 30 minutes de jeu, expulsé pour un tacle en position de dernier défenseur et de surcroît blessé. Il est indisponible pour six semaines. À son retour, Casanova ne le fait plus rejouer, car il a cessé d'aligner trois défenseurs centraux et titularise Dušan Cvetinović et Jean-Kévin Duverne.

#### Sélection Mali
Depuis 2011, il joue pour l'équipe nationale du Mali. Le 5 juin 2011, il joue son premier match contre le Zimbabwe, perdu 2-1.

### Matchs internationaux
Le tableau suivant liste les rencontres de l'équipe du Mali dans lesquelles Mohamed Fofana a été sélectionné depuis le 5 juin 2011 jusqu'au 11 novembre 2011.

### En tant qu'entraineur
À la fin de la saison Mohamed Fofana ne joue plus dans son club du RC Lens et décide de mettre un terme à sa carrière de footballeur professionnel. Le club du Stade de Reims avec qui il a joué quatre ans, de 2012 à 2016, lui propose une reconversion et le nomme entraîneur-adjoint de l’équipe réserve.
Depuis maintenant 2 ans, Mohamed Fofana exerce sa fonction d’éducateur au sein du Racing Club D’Epernay Champagne. Il encadre la réserve du club qui évolue en régional 2, elle est essentiellement composée de jeune joueur, une très belle expérience pour le coach !

## Statistiques
| Saison                | Club                  | Championnat           | Championnat | Championnat | Coupe nationale | Coupe nationale | Coupe de la Ligue | Coupe de la Ligue | Compétition(s) continentale(s) | Compétition(s) continentale(s) | Compétition(s) continentale(s) | Total | Total |
| Saison                | Club                  | Division              | M.          | B.          | M.              | B.              | M.                | B.                | Comp.                          | M.                             | B.                             | M.    | B.    |
| 2004-2005             | Toulouse FC           | Ligue 1               | 3           | 0           | -               | -               | -                 | -                 | -                              | -                              | -                              | 3     | 0     |
| 2005-2006             | Toulouse FC           | Ligue 1               | 4           | 0           | -               | -               | 1                 | 0                 | -                              | -                              | -                              | 5     | 0     |
| 2006-2007             | Toulouse FC           | Ligue 1               | 7           | 0           | 2               | 0               | 2                 | 0                 | -                              | -                              | -                              | 11    | 0     |
| 2007-2008             | Toulouse FC           | Ligue 1               | 20          | 1           | 1               | 0               | 1                 | 0                 | C1+C3                          | 2+3                            | 0+0                            | 27    | 1     |
| 2008-2009             | Toulouse FC           | Ligue 1               | 38          | 0           | 4               | 0               | 1                 | 0                 | -                              | -                              | -                              | 43    | 0     |
| 2009-2010             | Toulouse FC           | Ligue 1               | 17          | 1           | 2               | 0               | 1                 | 0                 | C3                             | 2                              | 0                              | 22    | 1     |
| 2010-2011             | Toulouse FC           | Ligue 1               | 21          | 0           | 1               | 0               | 1                 | 0                 | -                              | -                              | -                              | 23    | 0     |
| 2011-2012             | Toulouse FC           | Ligue 1               | 6           | 0           | 1               | 0               | -                 | -                 | -                              | -                              | -                              | 7     | 0     |
| Sous-total            | Sous-total            | Sous-total            | 116         | 2           | 11              | 0               | 7                 | 0                 | -                              | 7                              | 0                              | 141   | 2     |
| 2012-2013             | Stade de Reims        | Ligue 1               | 15          | 1           | 1               | 0               | -                 | -                 | -                              | -                              | -                              | 16    | 1     |
| 2013-2014             | Stade de Reims        | Ligue 1               | 7           | 0           | 1               | 0               | 2                 | 0                 | -                              | -                              | -                              | 10    | 0     |
| 2014-2015             | Stade de Reims        | Ligue 1               | 13          | 0           | -               | -               | -                 | -                 | -                              | -                              | -                              | 13    | 0     |
| 2015-2016             | Stade de Reims        | Ligue 1               | 13          | 0           | -               | -               | -                 | -                 | -                              | -                              | -                              | 13    | 0     |
| Sous-total            | Sous-total            | Sous-total            | 48          | 1           | 2               | 0               | 2                 | 0                 | -                              | -                              | -                              | 52    | 1     |
| 2016-2017             | RC Lens               | Ligue 2               | 2           | 0           | 1               | 0               | -                 | -                 | -                              | -                              | -                              | 3     | 0     |
| 2017-2018             | RC Lens               | Ligue 2               | -           | -           | -               | -               | -                 | -                 | -                              | -                              | -                              | 0     | 0     |
| Sous-total            | Sous-total            | Sous-total            | 2           | 0           | 1               | 0               | -                 | -                 | -                              | -                              | -                              | 3     | 0     |
| Total sur la carrière | Total sur la carrière | Total sur la carrière | 166         | 3           | 14              | 0               | 9                 | 0                 | -                              | 7                              | 0                              | 196   | 3     |